# Ultimatum (film, 2016)
Pour les articles homonymes, voir Ultimatum (homonymie).
Pour plus de détails, voir Fiche technique et Distribution.
Ultimatum (Kongens nei) est un film de guerre norvégo-irlandais biographique réalisé par Erik Poppe en 2016. C'est une co-production entre la Norvège et l'Irlande, qui fut sélectionnée comme candidat de la Norvège pour le meilleur film en langue étrangère lors de la 89e session de la cérémonie des Oscars,.
Le film se rapporte au roi Haakon VII de Norvège, à sa fuite devant l'invasion allemande et à sa décision de résister plutôt que de céder la Norvège à l'Allemagne nazie et au collaborateur norvégien Vidkun Quisling. L'importance de ce choix explique le titre anglophone du film The King's Choice et ses conséquences furent la poursuite des hostilités, l'évasion de la famille royale norvégienne et la participation de la Norvège aux côtés des Alliés pendant la Seconde Guerre mondiale.

## Synopsis
Lorsque dans la nuit du 8 au 9 avril 1940, la flotte allemande arrive pour envahir la Norvège, Curt Bräuer, l’émissaire de Hitler à Oslo, reçoit la mission d’apporter au gouvernement norvégien un ultimatum qui veut imposer l’occupation allemande. Cependant, le gouvernement refuse car la Norvège y perd sa souveraineté. Pendant ce temps, le colonel norvégien Birger Eriksen de la forteresse d'Oscarsborg fait tirer ses deux canons côtiers sur le croiseur allemand Blücher et le coule avec ses torpilles. Cela laisse un petit répit à Oslo et l’opportunité pour la famille royale de quitter la ville à l’aube du 9 avril, en train, pour la ville de Hamar, à 126 km au nord à l’intérieur des terres. À Hamar, la famille royale y retrouve un gouvernement et un parlement en fuite et désemparés.
Le soir du 9 avril, Vidkun Quisling, un politicien norvégien pro-nazi, profite de l’invasion allemande pour faire un coup d’état, rendant la situation encore plus confuse. Quant à Curt Bräuer, il reçoit l’ordre en tant que représentant de Hitler, d’aller voir le roi, de discuter avec lui et de le convaincre d’accepter l’ultimatum. Enfin, l’armée allemande est par ailleurs en passe d’arriver à Hamar, ce qui contraint la famille royale et le gouvernement à fuir de nouveau. Sur la route, à Midstkogen (à 27 km à l’est de Hamar), la voiture royale s’arrête un instant auprès d’un groupe de soldats norvégiens chargé de barrer la route aux allemands. Fredrik Seeberg, un jeune soldat, échange alors avec émotion quelques mots avec le roi. Ce dernier lui exprime sa satisfaction de voir des soldats norvégiens et le remercie, lui et ses camarades, pour ce qu’ils font. 
Trois kilomètres plus loin, à la ferme Gaarder, la famille royale prend un repos raccourci car ils apprennent que les Allemands continuent leur avancée et ne sont plus qu’à quelques kilomètres du barrage. Ils repartent non sans précipitation. Quand les Allemands arrivent à Midstkogen, une bataille s’engage durant laquelle le jeune soldat Fredrik Seeberg est blessé et fait prisonnier. Interrogé, il affirme aux allemands qu’ils ont devant eux beaucoup de bataillons et de mitrailleuses, ce qui, avec leur manque de munition, confirme la décision des Allemands d’attendre des renforts. Sans plus d’inquiétude, le roi arrive donc à Nybergsund près de la frontière suédoise où il finit la nuit parmi d’autres réfugiés.
Au matin du 10 avril, le gouvernement qui s’est aussi réfugié à Nybergsund, demande au roi de bien vouloir recevoir en audience l’émissaire allemand Curt Bräuer. Dans l’espoir de sauver des vies, le roi accepte et se rend à Elverum où il rencontre son interlocuteur. Bräuer presse le roi de signer les accords soumettant la Norvège aux Nazis comme étant une solution de paix et une manière de sauver des vies. Cependant, le roi refuse de lui donner une réponse en lui rappelant que la Norvège est une démocratie et que le roi trahirait la démocratie et le peuple de Norvège en prenant une décision à sa place. Puis, de retour à Nybergsund, le roi fait un discours devant le gouvernement pour réaffirmer que c’est lui (le gouvernement) qui a toute légitimité pour négocier et soumettre la Norvège. Cela dit, le roi explique aussi qu’il se refuse à nommer Vidkun Quisling Premier ministre et que si le gouvernement se soumet aux Nazis, il n’aura d’autre solution, en tant que roi de Norvège, que d’abdiquer. En réponse, le 11 avril, les Allemands bombardent Elverum et Nybergsund poussant le roi et le gouvernement qui s'y trouvent à se réfugier précipitamment dans la forêt. Enfin, ce même jour, la Norvège entre officiellement en guerre contre l’Allemagne.

## Fiche technique
- Titre original : Kongens Nei
- Titre français : Le Choix du roi
- Réalisation : Erik Poppe
- Scénario : Harald Rosenløw-Eeg et Jan Trygve Røyneland
- Photographie : John Christian Rosenlund
- Montage : Einar Egeland
- Costumes : Karen Fabritius Gram
- Musique : Johan Söderqvist
- Genre : film biographique, film de guerre
- Durée : 133 minutes
- Date de sortie : 16 septembre 2016 à le Palais royal d'Oslo

## Distribution
- Jesper Christensen : le roi Haakon VII
- Anders Baasmo Christiansen : le prince Olav
- Tuva Novotny : la princesse Märtha de Suède
- Katharina Schüttler : Anneliese Bräuer
- Karl Markovics : Curt Bräuer
- Juliane Köhler : Diane Müller
- Rolf Kristian Larsen : Brynjar Hammer
- Erik Hivju : le colonel Birger Eriksen
- Arthur Hakalahti : Fredrik Seeberg
- Gerald Pettersen : Johan Nygaardsvold
- Jan Frostad : Joachim Hambro
- Jan Petter Dickman : Ivar Lykke
- Nicolay Lange-Nielsen : Nicolai Ramm Østgård
- Andreas Lust : le lieutenant-colonel Hartwig Pohlman
- Udo Schenk  : Adolf Hitler (voix)